# Джураев, Акбар Хуснидилла угли
Акбар Хуснидилла угли Джураев (узб. Akbar Juraev; род. 8 октября 1999, Soyliq, Ташкентская область) — узбекский тяжелоатлет, олимпийский чемпион, двукратный чемпион мира, серебряный призёр чемпионата Азии 2019 года в весовой категории до 109 кг, победитель молодёжного чемпионата мира 2019. Обладатель юниорского мирового рекорда. Чемпион Олимпийских игр 2020 в Токио. Обладатель олимпийского рекорда. Обладатель почётного звания «Узбекистон ифтихори». Заслуженный спортсмен Узбекистана (2024).

## Биография
Акбар Джураев родился 8 октября 1999 года в Ташкенте.
Учился в Узбекском государственном университете физической культуры и спорта в Чирчике.

## Карьера
На юниорском чемпионате мира 2017 года Джураев стал шестым в весовой категории до 105 килограммов с результатом 352 в сумме двух упражнений (162 + 190).
На чемпионате мира 2017 года в Анахайме Акбар по итогам соревнований занял 13-е место с общей суммой 373 кг в весовой категории до 105 кг. В рывке Акбар поднял 174 килограмма, в толчке ему покорились 199 кг.
На чемпионате Азии 2018 года среди юниоров стал обладателем золотой медали с общей суммой 372 кг. В том же году на чемпионате мира среди юниоров 2018 года в Ташкенте сумел завоевать серебряную медаль. В сумме Акбар Джураев поднял 369 кг: в рывке 167 кг и в толчке 202 кг.
В начале ноября 2018 года на чемпионате мира в Ашхабаде узбекский спортсмен в весовой категории до 102 кг завоевал золотую медаль в упражнение рывок, подняв штангу весом 180 кг. В итоговом протоколе он стал четвёртым, не добрав до абсолютной бронзовой медали всего один килограмм. Его результат во втором упражнении составил 212 кг.
На Международном Кубке Катара в декабре 2018 года Акбар Джураев завоевал бронзовую медаль в новой весовой категории до 109 килограммов, подняв в сумме 392 кг - такую же сумму, которая покорилась ему и на чемпионате мира в Ашхабаде.
В апреле на чемпионате Азии Акбар Джураев улучшил личный рекорд в весовой категории до 109 кг. Узбекский тяжелоатлет поднял 185 кг в рывке и 225 кг в толчке, его суммы в 410 кг хватило для того, чтобы стать серебряным призёром. В июне он стал чемпионом мира среди юниоров, подняв в сумме 398 кг.
На чемпионате мира 2019 года в Паттайе Акбар Джураев завоевал малую серебряную медаль в весовой категории до 109 кг, толкнув штангу весом 229 кг. В итоговом протоколе он стал четвёртым с результатом 417 кг. Этот результат является юниорским мировым рекордом.
В декабре на Кубке мира он завоевал серебряную медаль  с результатом 400 кг. Также он выиграл Кубок Катара, показав на этом турнире удачные попытки на 185 кг в рывке и 220 кг в толчке (405 кг в сумме).
В 2020 году на Международном чемпионате солидарности завоевал золото, подняв 410 кг в сумме двух упражнений. На чемпионате Азии в апреле он снова стал вторым, показав лучший результат в карьере в весовой категории до 109 кг - 194 кг в рывке и 234 кг в толчке (сумме 428 кг).
Завоевал право участвовать на летних Олимпийских играх 2020 года в Токио после того, как на чемпионате Узбекистана победил олимпийского чемпиона Руслана Нурудинова на 12 килограммов. В Японии победил армянского тяжелоатлета Симона Мартиросяна и стал олимпийским чемпионом.
В Саудовской Аравии, где состоялся Чемпионат мира по тяжёлой атлетике 2023 года, узбекский спортсмен в категории до 109 кг завоевал золотую медаль чемпионата мира с результатом 415 кг по сумме двух упражнений. Малая золотая медаль в рывке и малая серебряная медаль в толчке также достались ему.
На летних Олимпийских играх 2024 года он выступал в весовой категории до 102 кг среди мужчин и завоевал серебряную медаль. Он поднял 404 килограммов, что всего на два килограмма меньше, чем у чемпиона Лю Хуаньхуа.